# Presentación del pavo de acción de gracias nacional

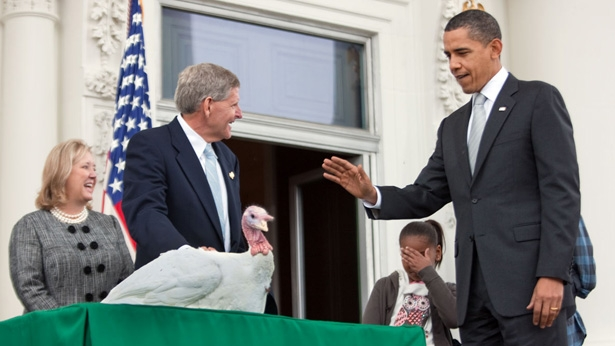
El presidente Barack Obama dando el indulto a un pavo llamado "Valor", que fue presentado por la Federación Nacional del Pavo, el 25 de noviembre de 2009.

La presentación del Pavo de Acción de gracias nacional es una ceremonia que tiene lugar en la Casa Blanca cada año poco antes Acción de Gracias. El Presidente de los Estados Unidos se muestra con un pavo doméstico vivo, normalmente de la variedad Blanca del Broad Breasted. En general, participan la Federación Nacional de Pavos y la Junta Nacional de Aves y Huevos. Las fechas de ceremonia datan de 1940, con los presidentes, de vez en cuando, ahorrando el ave que se les presentó; desde 1989, durante la primera Acción de gracias de George H. W. Bush como presidente,  ha sido una tradición anual que el presidente "indulte" al pavo.

## Historia

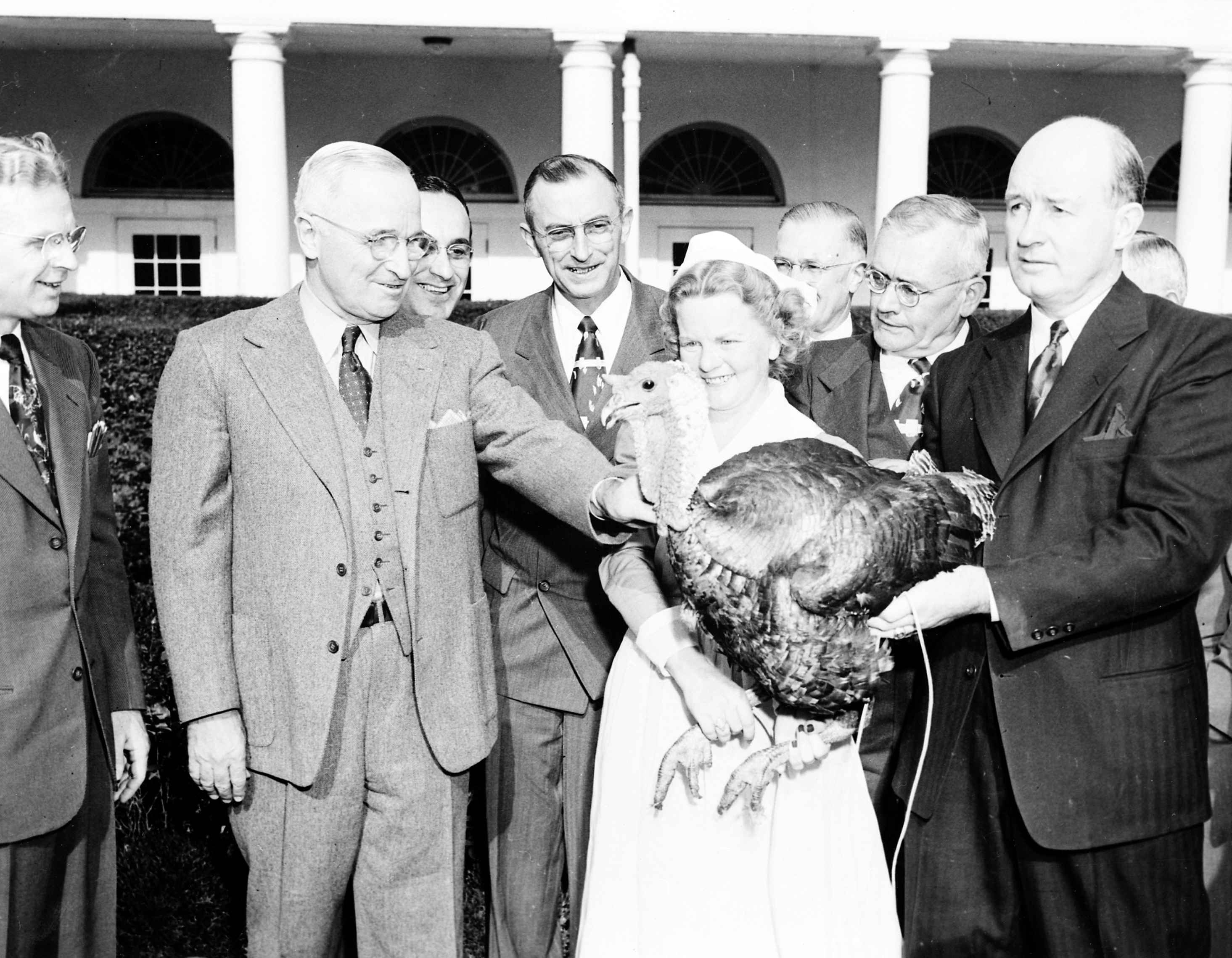
Presidente Harry S. Truman que recibe un pavo no-indultado de Acción de Gracias (de la variedad Bronce) de miembros de la Junta Nacional de Aves y Huevos y otros representantes de la industria del pavo, en los exteriores de la Casa Blanca el 16 de noviembre de 1949.

En varias ocasiones, los pavos fueron dados al Presidente como regalos de particulares. Henry Vose, un criador de pavos de Rhode Island, presentó un pavo al Presidente cada año de 1873 hasta su muerte en 1913.
El primer Presidente que oficialmente emite un "indulto" a su pavo fue Ronald Reagan, quién perdonó un pavo llamado Charlie y le envió a un zoológico en 1987. La referencia del perdón fue en respuesta a las críticas sobre el asunto Irán-Contra, en el que Reagan había sido cuestionado sobre si tendría o no que considerar el perdón de Oliver Norte (que aún no había sido juzgado por su participación en el asunto); Reagan evocó el indulto del pavo como una broma para desviar esas preguntas. Reagan no perdonó a un pavo en su último año como presidente en 1988, pero su sucesor, George H. W. Bush, instituyó el Indulto del Pavo de Acción de Gracias como parte permanente de la presentación que comenzó su primer año en el cargo, en 1989, en respuesta a las protestas de Activistas de derechos de los animales.  Desde entonces, al menos uno de los pavos presentados al Presidente ha sido llevado a una granja donde vivirá el resto de su vida natural. Durante muchos años los pavos fueron enviados a Frying Pan Farm Park en el condado de Fairfax, Virginia. De 2005 a 2009, los pavos indultados fueron enviados al Disneyland Resort en California o al Walt Disney World Resort en Florida,  donde sirvieron como honorables mariscales del desfile de Día de acción de gracias de Disney. En 2010, 2011 y 2012, los pavos fueron enviados a vivir en Mount Vernon, la finca y el hogar de George Washington; Mount Vernon dejó de mostrar y aceptar los pavos debido al hecho de que violaron la política de la finca de mantener su propia exactitud histórica (Washington nunca crio pavos). Los pavos de 2013, 2014 y 2015 fueron enviados al Parque Morven en Leesburg, Virginia, la finca del exgobernador de Virginia (y prolífico criador de pavos) Westmoreland Davis. El instituto Politécnico de Virginia alojará el pavo perdonado de 2016.

## Proceso de selección
Estos pavos son criados de la misma forma que los pavos designados para sacrificio y son alimentados una dieta pesada a base de granos de sojas y maíz fortalecidos para aumentar la su tamaño. Un grupo de aproximadamente 80 aves, típicamente de la granja del actual presidente de la Federación Nacional de Pavos, son seleccionados al azar "al nacer" de miles para perdonar y están entrenados para manejar ruidos fuertes, fotografía con flash y grandes multitudes; De la manada de 80, los 20 más grandes y mejor comportados son elegidos y finalmente reducido a dos finalistas, cuyos nombres son elegidos por el personal de la Casa Blanca. Debido a que la mayoría de los pavos de Acción de Gracias son criados y educados por el tamaño a expensas de una vida más larga, son propensos a los problemas de salud asociados con la obesidad, como enfermedades del corazón, insuficiencia respiratoria y daños en las articulaciones. Como resultado de estos factores, la mayoría de los pavos perdonados tienen vidas muy cortas después de su perdón, muriendo a menudo dentro de un año de ser perdonado; Para una comparación, un pavo salvaje o semi-salvaje tiene una vida útil de por lo menos cinco años.

## Ceremonias estatales
Un número de estados de EE. UU. tienen eventos similares al del indulto del pavo nacional, incluyendo Minnesota. Las ceremonias de indulto también han sido llevadas a otras festividades; para caso, Condado de Erie, perdona en broma a un cordero de mantequilla durante Semana Santa.